# Лелёвское городище
Лелёвское городище (укр. Лелівське городище) — археологический памятник эпохи бронзы (среднеднепровской культуры) и раннего железа (милоградской культуры), а также периода Древней Руси (XII—XIII вв.). Находится около деревни Лелёв (покинута после аварии на ЧАЭС) на территории ныне упразднённого Чернобыльского района Киевской области Украины.

## Описание
Городище располагается в болотистой местности в километре к югу от деревни Лелёв на мысу высокого коренного правого берега реки Припять. Размеры площадки городища 70 × 65 м (около 0,45 га). С напольной стороны поселение защищает дугообразный вал, состоящий из трёх отдельных частей и ров. Узкая конечная часть мыса длиной 60 м отделена от основной площадки городища валом и рвом. Сохранившиеся валы имеют высоту около 2 м, ширину 8 м; рвы — глубину до 2 м, ширину 8 м. Рядом с городищем находится неукреплённое селище. Во время исследований и раскопок в культурном слое на территории городища, а также за его пределами, найдены немногочисленные обломки керамической посуды среднеднепровской культуры эпохи бронзы, милоградской культуры и времени Древней Руси XII—XIII веков .